# ثيوبروما أذينية
ثيوبروما أذينية[بحاجة لمصدر] (الاسم العلمي:Theobroma stipulatum) هي نوع من النباتات يتبع جنس الثيوبروما من الفصيلة الخبازية. الاسم العلمي لهذا النبات مكون من كلمتين أولاهما تشير إلى الجنس الذي ينتمي إليه والثانية وهي النَعْت (بالإنجليزية: epithet) وتعني أذيني من أذينة عنق الورقة (بالإنجليزية: Stipule)‏.